# Lobby (Lied)
Lobby ist ein Lied der deutschen Pop- und Schlagersängerin Vanessa Mai aus dem Jahr 2024.

## Entstehung und Artwork
Das Lied wurde von der Interpretin selbst, zusammen mit den Koautoren Elżbieta Steinmetz (Ela) und Matthias Zürkler (B-Case) sowie dem Brüderpaar Christoph und Daniel Cronauer, geschrieben. Die Koautoren B-Case und Christoph Cronauer zeichneten zudem auch für die Produktion verantwortlich. B-Case war darüber hinaus für die Abmischung des Liedes zuständig. Das Mastering erfolgte durch das Team vom Mixcube Studio aus Österreich.
Vanessa Mai kehrt hierbei, nach zwischenzeitlich zwei veröffentlichten Alben, zu ihren alten Autoren und Produzenten B-Case, Christoph- und Daniel Cronauer zurück. Alle drei arbeiteten bereits in den Jahren 2019 bis 2022 mit ihr zusammen, zumeist auch in gemeinsamer Funktion. Aus der Zusammenarbeit gingen die Alben Für immer (Januar 2020), Mai Tai (März 2021), Metamorphose (August 2022), mit diversen Singleauskopplungen wie der Charthit Melatonin (Februar 2022) oder auch die vorangegangene Single Himbeerrot (One Kiss) (September 2024), hervor. Mit Ela arbeitete Mai hierbei erstmals zusammen.
Auf dem größtenteils schwarz-weiß gehaltenen Frontcover der Single ist – neben Liedtitel und Interpretenangabe – Vanessa Mai zu sehen. Sie trägt ein weißes Oberteil, das am Bauch so hochgekrempelt wurde, das Teile des BHs darunter herausschauen. Das Bild zeigt sie hüftaufwärts von vorne, mit dem leicht nach links sowie hinten gerichteten Kopf, während sie in Richtung des Betrachters schaut. Das Bild entstand bei den Dreharbeiten zum Musikvideo der Single Himbeerrot (One Kiss), wo sie das gleiche Outfit trägt. Die Fotografie ist von der Leipziger Fotografin Sandra Ludewig, die in der Vergangenheit schon diverse Fotoshootings mit Mai durchführte.

## Veröffentlichung und Promotion
Die Erstveröffentlichung von Lobby erfolgte als Single am 1. November 2024. Diese erschien als digitaler Einzeltrack zum Download und Streaming bei Warner Music. Warner Music war zugleich auch für den Vertrieb zuständig.
Erste Anzeichen für eine neue Veröffentlichung gab es am 25. Oktober 2024, als Mai selbst über die sozialen Medien ein Video hochlud, in dem es hieß: „Ich finde, wir brauchen noch einen neuen Song auf Tour…“, das mit dem Kommentar „Wie heißt die neue Single? 🕵🏽‍♀️🔎👀“ begleitet wurde. Zwei Tage später präsentierte sie schließlich den Titel und das Erscheinungsdatum. Um das Lied zu bewerben, erschien am Tag der Singleveröffentlichung ein Lyrikvideo auf der Videoplattform YouTube.

## Inhalt
| „Wir starten in der Lobby, Tequila in der Story. Ich spüre all eyes on me, Vanille auf der Haut. Die Palmen wie in Long Beach und wenn du mich so ansiehst. Weiß ich, worauf du anspielst, komm, dreh die Nacht auf laut.“ – Refrain, Originalauszug | Der Liedtext zu Lobby ist in deutscher Sprache verfasst, beinhaltet jedoch diverse Anglizismen, wie unter anderem im Refrain: „Story“ (englisch für „Geschichte“) oder auch „All Eyes on Me“ (englisch für „Alle Augen auf mich gerichtet“). In den Strophen selbst findet man die Anglizismen „Baby“ (englisch für „Liebling“) und „Lipstick“ (englisch für „Lippenstift“). Der Liedtitel selbst stammt ursprünglich auch aus der englischen Sprache und steht laut Duden im Deutschen für Hotelhalle oder Vestibül. Die Musik und der Text wurden gemeinsam von B-Case, Christoph- und Daniel Cronauer, Ela und Vanessa Mai komponiert beziehungsweise getextet. Musikalisch und stilistisch bewegt sich das Lied in den Bereichen der Popmusik und des Schlagers. Das Tempo beträgt 126 Schläge pro Minute. Die Tonart ist fis-Moll. |

Inhaltlich geht es im Lied um eine Hotelhalle („Wir starten in der Lobby“), in der „heiße Gefühle“ aufkommen. Der Text lässt dabei mit Zeilen wie „Alles kann, keiner kennt uns“, „Lipstick auf dei’m Tanktop“ oder auch „Zeig mir, wo’s hinführ’n wird“ Raum für Interpretationen. Laut Musiklabel sei es ein Lied, das den Zauber einer frischen Begegnung einfange. Es handele von der Magie der Nacht und dem berauschenden Gefühl, das entstehe, wenn beides zusammenkommt – besonders an einem traumhaft schönen Ort, fernab des Alltags. Mai selbst sagte, dass Lobby das perfekte „Night-Out-Gefühl“ verkörpere. Es sei dieses einzigartige Erlebnis, wenn man mit Freunden feiern ginge, sich frei fühle und einfach Spaß habe. Oft nehme man sich vor, endlich wieder tanzen zu gehen, doch dann bleibe es häufig beim Vorsatz. Sie habe das Glück, regelmäßig auf der Bühne zu stehen – für sie fühle sich das jedes Mal wie ihre eigene „Girls-Night“ an. Lobby bringe dieses Gefühl wunderbar zum Ausdruck.
Aufgebaut ist das Lied auf zwei Strophen und einem Refrain. Es beginnt zunächst mit dem Refrain, der als Achtzeiler verfasst wurde und sich aus einem sich wiederholenden Vierzeiler zusammensetzt. Der Refrain klingt mit dem Postchorus aus, der aus vier Zeilen besteht und lediglich die Zeile „In der Lobby hört sie nie auf“ dreimal wiederholt und mit der Zeile „Stopp nicht, tu das nochmal“ endet. Darauf folgt schließlich die erste Strophe, die ebenfalls aus vier Zeilen besteht. An diese schließt sich erneut der Refrain an, der zur Einleitung einen dreizeiligen Prechorus umfasst und erneut mit dem Postchorus ausklingt. Der gleiche Aufbau folgt mit der zweiten Strophe, wobei das Lied nach dem anschließenden Refrain und dessen Postchorus endet.

## Mitwirkende
| Liedproduktion - Christoph Cronauer: Komposition, Liedtext, Musikproduktion - Daniel Cronauer: Komposition, Liedtext - Vanessa Mai: Gesang, Komposition, Liedtext - Mixcube Studio: Mastering - Elżbieta Steinmetz (Ela): Komposition, Liedtext - Matthias Zürkler (B-Case): Abmischung, Komposition, Liedtext, Musikproduktion | Visualisierung - Sandra Ludewig: Fotografie Unternehmen - Warner Music: Musiklabel, Vertrieb |

## Rezeption
Im Vorfeld der Veröffentlichung erlangte Mai besondere mediale Aufmerksamkeit mit dem Beitrag vom 27. Oktober 2024 auf ihren sozialen Medien, in dem sie die Single ankündigte. Der Beitrag wurde von einem Video begleitet, das die Sängerin in einem weißen, transparenten Top zeigt, ohne das sie einen BH darunter trägt. In den Medien hieß es unter anderem „Verboten heiße Werbung“ bei News.de, „Nippel-Alarm!“ bei Schlager.de oder auch „Nicht alle sind begeistert … Im Transparent-Top zeigt sie alles“ in der österreichischen Heute.